# Грембкув
Грембкув (пол. Grębków) — село в Польщі, у гміні Ґрембкув Венгровського повіту Мазовецького воєводства.
Населення — 433 особи (2011).
У 1975-1998 роках село належало до Седлецького воєводства.

## Демографія
Демографічна структура станом на 31 березня 2011 року:
|          | Загалом | Допрацездатний вік | Працездатний вік | Постпрацездатний вік |
| -------- | ------- | ------------------ | ---------------- | -------------------- |
| Чоловіки | 208     | 42                 | 152              | 14                   |
| Жінки    | 225     | 56                 | 135              | 34                   |
| Разом    | 433     | 98                 | 287              | 48                   |